# Pastorale (peinture)

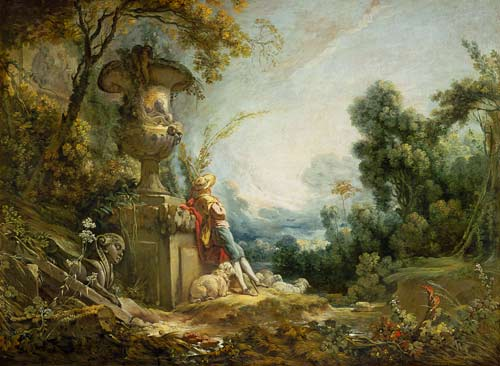
Pastorale ou Jeune berger dans un paysage. Tableau de François Boucher.

La pastorale est un thème pictural important aux XVIIe et XVIIIe siècles.
Il est omniprésent dans les décorations murales, les plafonds des grands palais, tels Versailles.

## Origine
Le thème de la pastorale trouve sa source dans la littérature antique, telles les églogues de Virgile. En peinture, la pastorale évoque un monde champêtre idéalisé où figurent souvent des ruines antiques, des nymphes et des dieux. Les princes du temps peuvent être figurés avec des attributs de bergers ou de bergères. Au XVIIIe siècle, la pastorale rejoint les thèmes rousseauistes en faveur et prend corps avec la bergerie de Marie-Antoinette à Versailles.

## Idéologie
Les pastorales peuvent donner lieu à une interprétation qui met en avant les sous-entendus galants. Les pastorales de Watteau, par exemple, ne sont pas aussi innocentes qu’elles le paraissent et il est possible d’en donner une autre lecture, confortée par les recherches iconographiques, décelant des connotations galantes, voire érotiques. Une autre lecture peut également rechercher des connotations politiques et sociologiques. Les travaux de Nobert Elias ont montré que la pastorale pouvait être interprétée comme le refuge romantique de la société de cour. Le Régent, Philippe d’Orléans se livrait lui-même au dessin et à la gravure en amateur sous la tutelle de Coypel participant même au renouveau du genre en illustrant, en 1714, une réédition des Amours pastorales de Daphnis et Chloé de Longus.
La poésie pastorale foisonne de sous-entendus politiques qui sont autant de critiques du pouvoir. Sous son apparente simplicité, le genre recèle un sens caché permettant de délivrer, au-delà de son ton badin, un message subversif par le biais de l’allégorie et de la métaphore. La pastorale joue en réalité une fonction politique et sociale : elle dénonce subtilement sous une forme inoffensive la fin du règne de Louis XIV.
En ce sens, la pastorale comporte une charge idéologique et s’avère porteuse de sens et de valeurs. Le succès du genre coïncide d’ailleurs avec la contestation croissante, orchestrée par le futur Régent, par une société en rupture avec le règne du vieux roi, au moyen d’une thématique qui énonce ses aspirations au changement en reflétant sa vision du monde. Le genre de la pastorale, qui a accompagné la montée en puissance de Philippe d’Orléans, s’est d’ailleurs éteint peu après son accession au pouvoir.

## Peintres de pastorales
- Giorgione ;
- Pierre-Paul Rubens ;
- Nicolas Poussin ;
- Claude Lorrain ;
- François Boucher ;
- Hubert Robert, au XVIIIe siècle, peint des sujets proches de la pastorale ;
- le Déjeuner sur l'herbe de Manet est une caricature ironique de pastorale ;
- Paul Cézanne.